# Palazzo della Ragione (Milano)
Il Palazzo della Ragione (già Broletto Nuovo dal 1251 al 1786; in dialetto milanese Palazz) si trova in piazza dei Mercanti a Milano, dirimpetto alla Loggia degli Osii.

## Origine e funzione

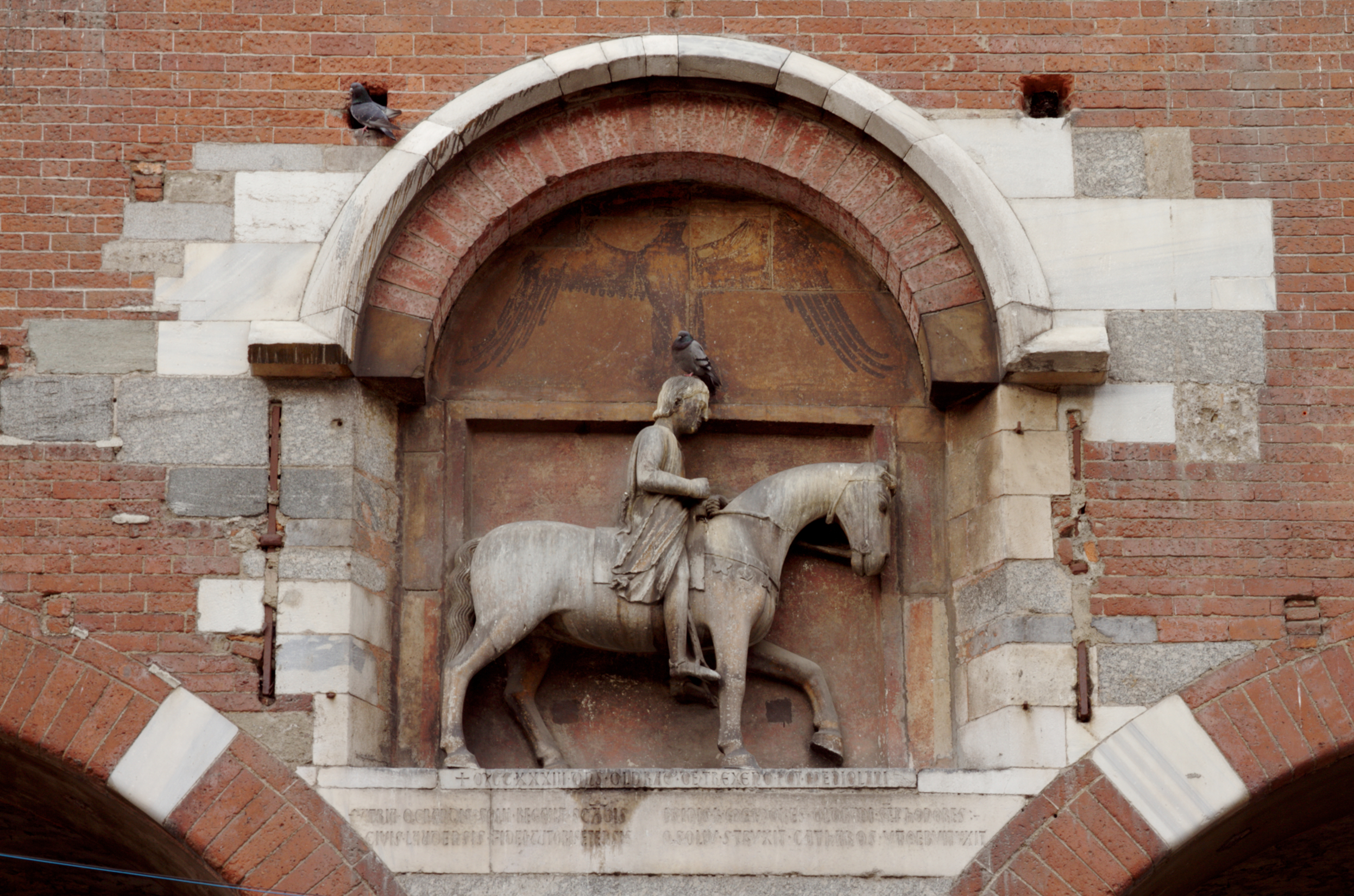
Monumento a Oldrado da Tresseno.

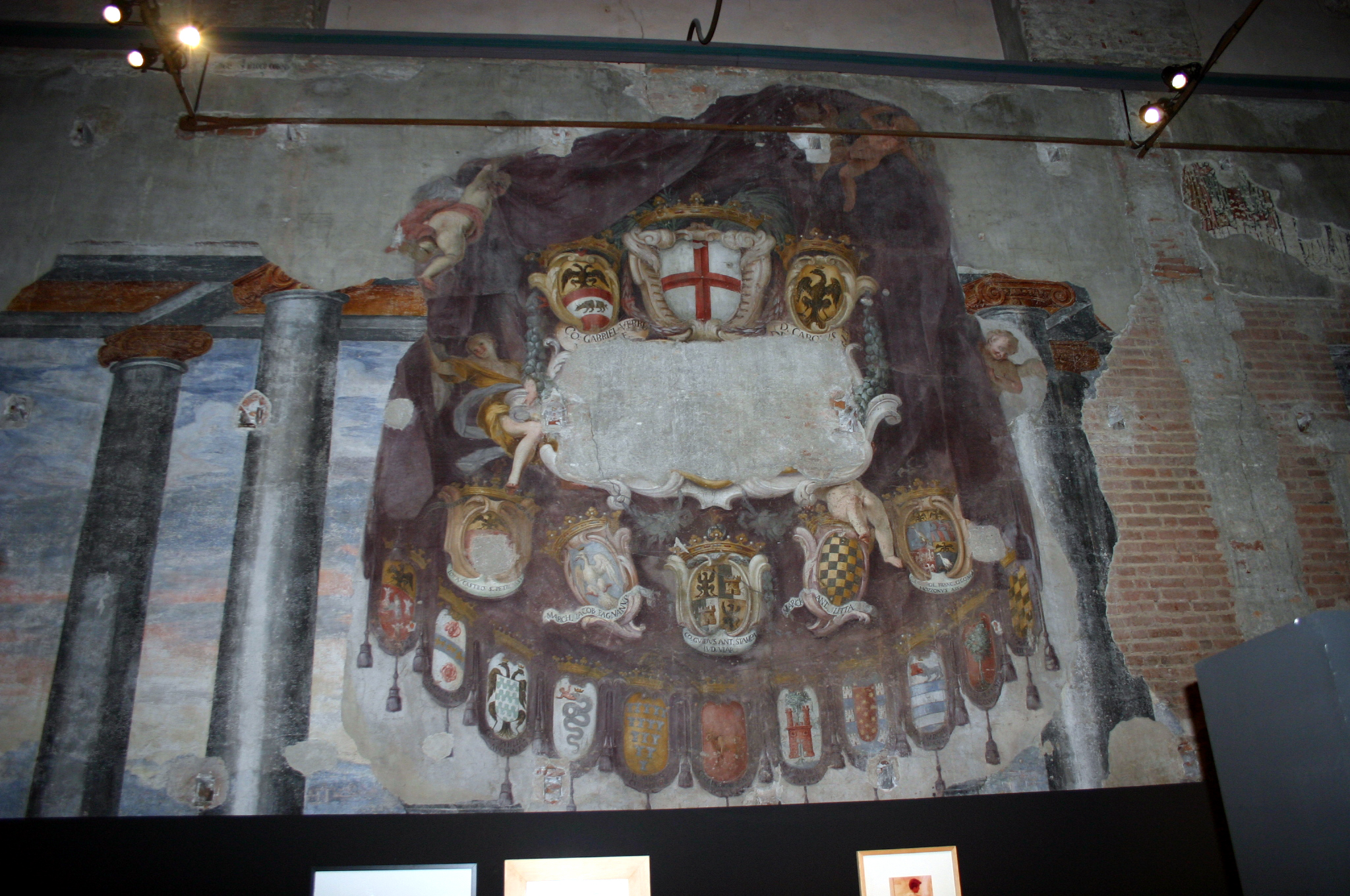
Gli affreschi interni del piano superiore del Palazzo della Ragione: qui sono raffigurati gli stemmi dei principali magistrati settecenteschi a Milano

Milano ebbe tre broletti: il più antico è il Broletto Vecchio, contiguo all'arcivescovado e al Duomo, in seguito trasformatosi in Palazzo Reale, che fu sede del municipio fino al 1251; il secondo detto Nuovo, ovvero il Palazzo della Ragione, che fu sede municipale dal 1251 al 1786; e il terzo, detto Nuovissimo, nella corsia di San Marcellino (oggi via Broletto), già Palazzo Carmagnola, che fu sede municipale dal 1786 al 1861, quando gli uffici comunali vennero trasferiti presso Palazzo Marino, dove si trovano tuttora.
Palazzo della Ragione fu il centro della vita della città dall'anno del suo completamento (1251: i lavori di costruzione iniziarono invece nel 1228) quando fu eretto per volontà del podestà Aliprando Faba come semplice portico aperto per le assemblee, arbitraggi e ordinanze. Nel 1233 il Podestà Oldrado da Tresseno (o Dresano) ordinò la costruzione di un piano superiore con una grande sala per le riunioni più importanti. Anticamente all'interno del Palazzo della Ragione era conservato il Carroccio di Milano.
Il palazzo rimase inalterato fino al 1773, quando l'imperatrice Maria Teresa d'Austria diede ordine all'architetto Francesco Croce di sopraelevarlo ancora di un piano. Gli spazi furono completamente rinnovati da Francesco Croce, il quale obliterò le trifore medievali, sopralzò l'edificio realizzando degli ampi finestroni ovali e lo ridusse allo stile neoclassico, dando così vita alla nuova sede degli archivi notarili. L’edificio divenne sede del governo regionale, la Congregazione dello Stato.
Nel 1854, su progetto dell'architetto Enrico Terzaghi, il portico del pianterreno fu chiuso a vetrate sostenute da tralicci di ghisa, e il soffitto fu poi sostituito da archi a volte a vela. Tra il 1866 e il 1870 il Palazzo della Ragione ospitò la prima sede della Banca Popolare di Milano. Tra il 1905 ed il 1907 venne nuovamente aperto il grande ambulacro.
Con la rinascita dell'interesse per l'architettura medioevale gli intonaci che ricoprivano la parte antica dell'edificio furono rimossi, le finestre smurate e il sopralzo abbandonato ad un destino di fatiscenza, ma non eliminato, perché gli spazi interni continuavano ad essere utilizzati.

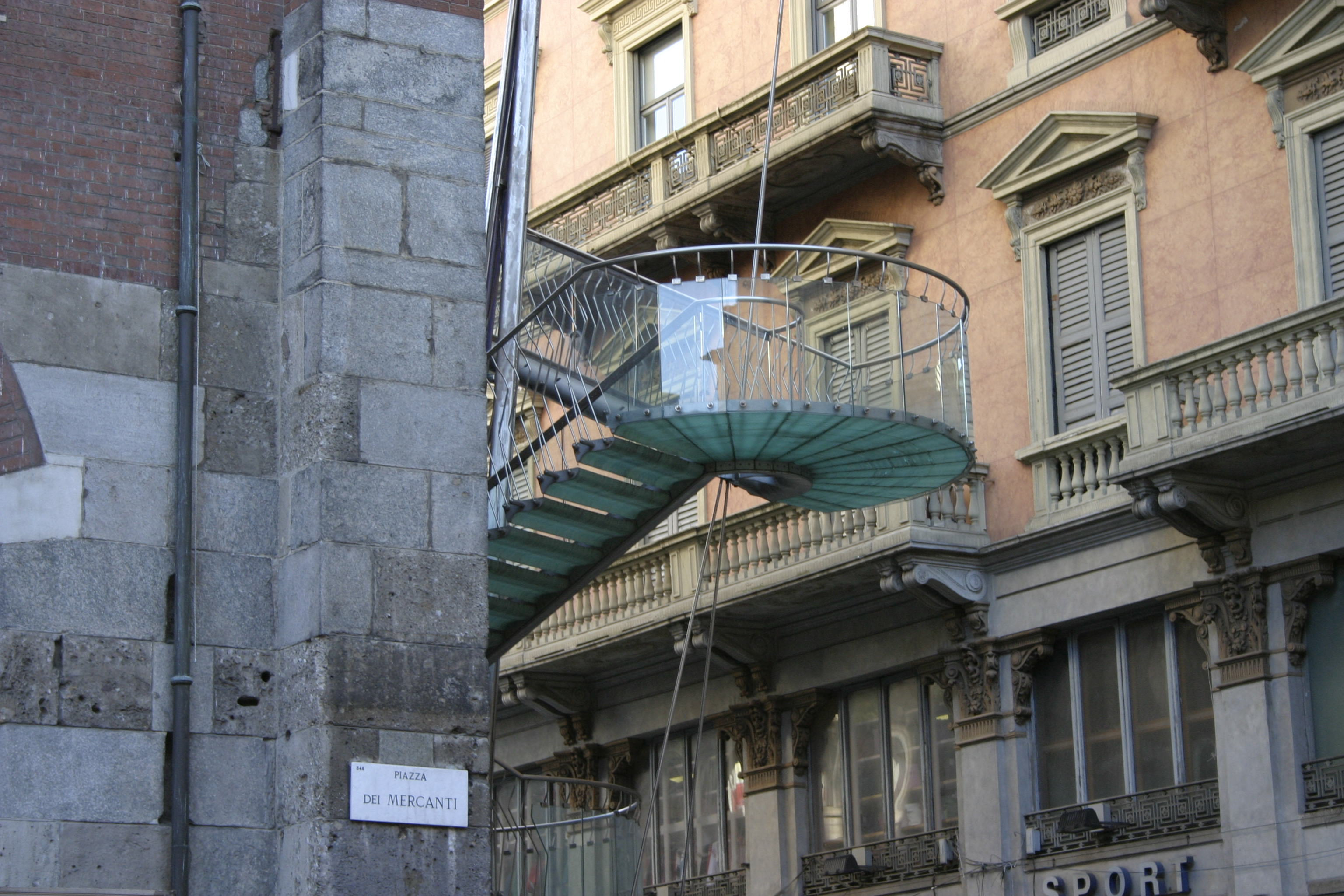
La nuova scala

Nel corso degli anni settanta l'archivio notarile venne trasferito e si cominciò a parlare di un possibile ripristino delle forme precedenti al sopralzo teresiano, considerato largamente estraneo alla struttura e di nessun valore storico. A questo si aggiungevano poi oggettivi problemi legati alla staticità dell'edificio, che dovevano essere comunque risolti. Tuttavia, l'intervento di Marco Dezzi Bardeschi e di pochi altri portarono al mantenimento della struttura, della cui risistemazione l'architetto venne poi incaricato nel 1978. Ne curò il consolidamento strutturale, apportandovi fondamentali modifiche che ne garantissero la funzionalità, come la realizzazione degli impianti termici, il rifacimento della pavimentazione e l'inserimento della scala di sicurezza, oggetto di critica per il rifiuto dell'architetto di operare un mimetismo stilistico.

## Descrizione
L'edificio ha una pianta rettangolare che si apre come una vera e propria piazza coperta, con due ampie navate di portici. Tali portici consistono in sette archi nei lati maggiori e in due in quelli minori, posizionati su grossi pilastri di pietra. Gli archivolti sono semplici, in laterizio e conci di marmo alternati a tutto tondo, salvo quelli estremi dei due lati maggiori che sono a sesto acuto.
Al piano del portico si accede a piazza Mercanti per mezzo di cinque gradini che occupano tutto il lato.
Il piano superiore presenta in facciata verso la piazza cinque grandi trifore, asimmetriche rispetto alle arcate sottostanti, oltre ad una finestrella ad arco tondo con l'altorilievo di Oldrado da Tresseno e la lapide commemorativa della costruzione a suo nome. Le finestre sono incorniciate da cordonature in cotto con arco di mattoni e di pietra e racchiudono tre archetti minori poggianti su colonne con capitelli a foglie. Nella nicchia si trova la statua di Oldrado.

## I sestieri di Milano

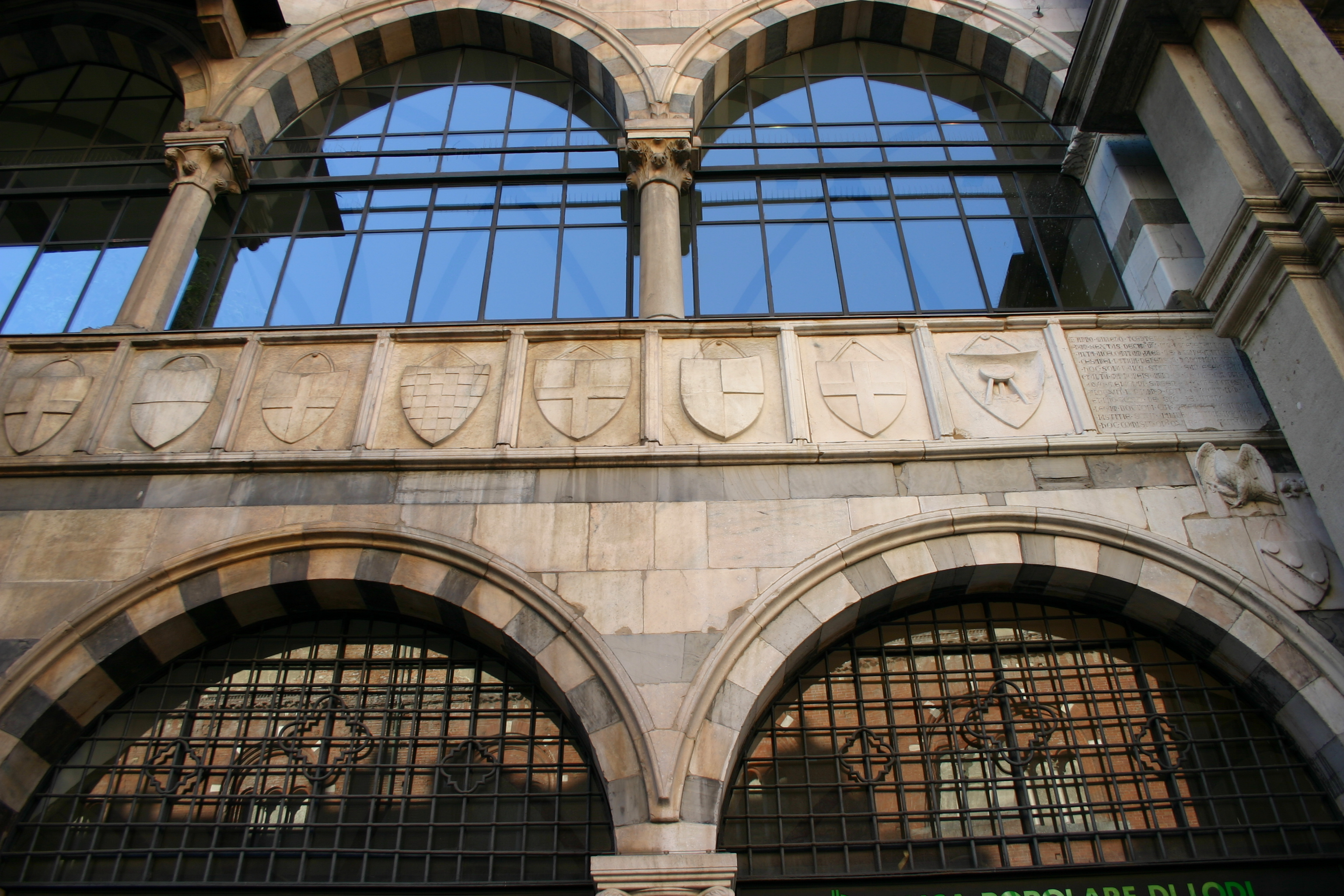
Alcuni stemmi dei sestieri di Milano sulla Loggia degli Osii in piazza dei Mercanti a Milano, di fronte al Palazzo della Ragione

I sei sestieri di Milano erano delle divisioni con forma a spicchio il cui vertice era il Palazzo della Ragione. I sestieri poi si sviluppavano a raggiera verso la periferia raggiungendo i confini di Milano: all'epoca l'abitato della città arrivava alla moderna Cerchia dei Navigli, cioè fino alle antiche mura medievali, oggi incluse nell'attuale Municipio 1, ovvero nel centro storico della moderna metropoli.
Furono il sestiere di Porta Comasina, il sestiere di Porta Nuova, il sestiere di Porta Orientale, il sestiere di Porta Romana, il sestiere di Porta Ticinese e il sestiere di Porta Vercellina; ognuno derivava il nome dall'omonima porta di Milano. Nello specifico le porte medievali a cui facevano riferimento erano, rispettivamente, Porta Comasina, Porta Nuova, Porta Orientale, Porta Romana, Porta Ticinese e Porta Vercellina, presenti in corrispondenza delle mura di Milano.

## I progetti di restauro

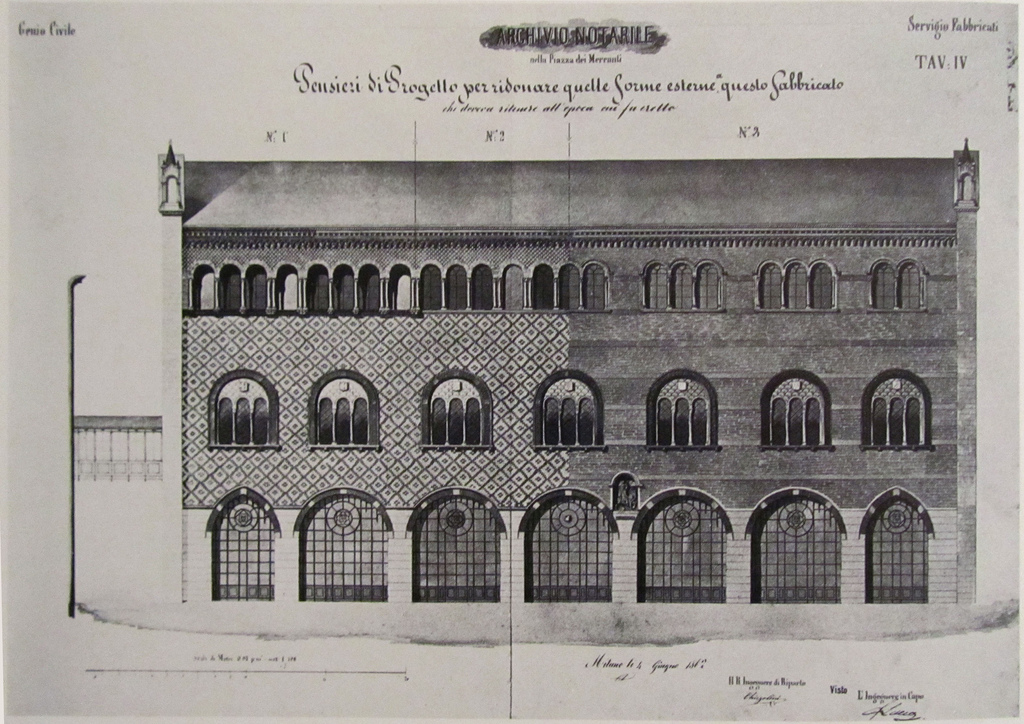
Il progetto di restauro del Chizzolini (1862).
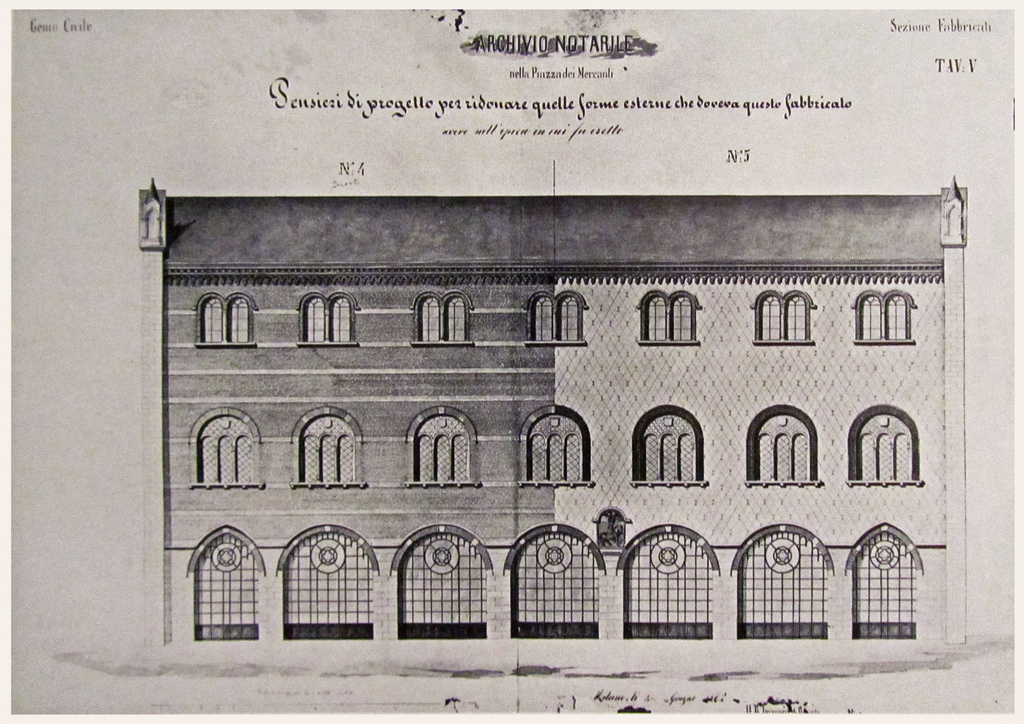
Il progetto di restauro del Chizzolini (1862).
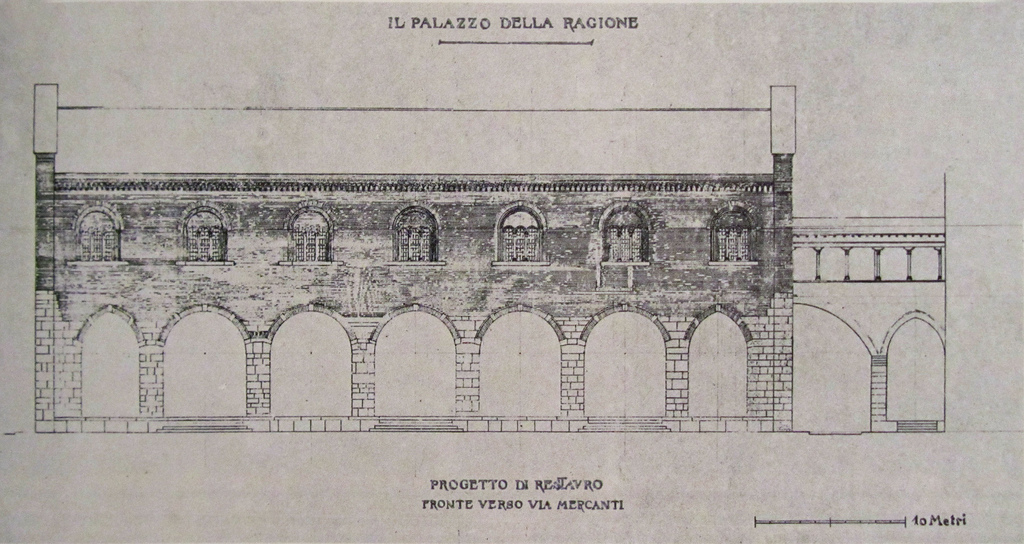
Il progetto di restauro del Perrone (1914).